# شون إليوت
شون إليوت (بالإنجليزية: Sean Elliott) مواليد 2 فبراير 1968 في توسون، هو لاعب كرة سلة أمريكي سابق بدأ مسيرته الاحترافية في سنة 1989. يبلغ طوله 6 قدم 8 بوصة (2.0 م). اعتزل اللعب في 2001.

## فرق لعب لها
- سان أنطونيو سبرز
- ديترويت بيستونز
- سان أنطونيو سبرز

## الميداليات
| الميدالية | المسابقة                         |
| --------- | -------------------------------- |
| ذهبية     | بطولة كأس العالم لكرة السلة 1986 |

## روابط خارجية
- شون إليوت على موقع الاتحاد الدولي لكرة السلة (الإنجليزية)
- شون إليوت على موقع إن بي أي (الإنجليزية)
- شون إليوت على موقع سبورتس رفرنس (الإنجليزية)
- شون إليوت على موقع كرة السلة الأوروبية.كوم (الإنجليزية)
- شون إليوت على موقع إي إس بي إن.كوم (الإنجليزية)
- شون إليوت على موقع كلية كرة السلة في سبورتس رفرنس.كوم (الإنجليزية)
- شون إليوت على موقع ريلجم (الإنجليزية)
- شون إليوت على موقع بروبوليرز (الإنجليزية)